# Anthony Wells
Anthony « Tony » Wells, né le 13 septembre 1964 à Middlesbrough en Angleterre, est un chef d'entreprise, directeur général de la société Merit, et pilote automobile britannique. Il participe ou a participé en tant que gentleman driver aux 24 Heures du Mans, aux championnats Michelin Le Mans Cup, European Le Mans Series ainsi qu'à l'Asian Le Mans Series. Il a remporté le championnat pilotes de l'Asian Le Mans Series dans la catégorie LMP3 en 2019-2020.

## Palmarès

### Résultats aux24 Heures du Mans
| Année | Écurie         | Copilotes                 | Voiture           | Classe | Tours | Pos. | Class Pos. |
| ----- | -------------- | ------------------------- | ----------------- | ------ | ----- | ---- | ---------- |
| 2020  | Nielsen Racing | Garett Grist Alex Kapadia | Oreca 07 - Gibson | LMP2   | 338   | 28e  | 16e        |

### Résultats enEuropean Le Mans Series
| Année | Ecurie             | Châssis            | Moteur                      | Classe | 1        | 2     | 3        | 4        | 5      | 6      | Position | Points |
| ----- | ------------------ | ------------------ | --------------------------- | ------ | -------- | ----- | -------- | -------- | ------ | ------ | -------- | ------ |
| 2014  | Greaves Motorsport | Zytek Z11SN        | Nissan VK45DE 4,5 l V8 Atmo | LMP2   | SIL 6    | MON   | RBR      | LEC      |        |        | 17e      | 16     |
| 2014  | Murphy Prototypes  | Oreca 03R          | Nissan VK45DE 4,5 l V8 Atmo | LMP2   |          |       |          |          | POR 6  |        | 17e      | 16     |
| 2016  | RLR Msport         | Ligier JS P3       | Nissan VK50VE 5.0 L V8 Atmo | LMP3   | SIL      | IMO   | RBR      | LEC Abd. | SPA 8  | EST 10 | 26e      | 5      |
| 2017  | 360 Racing         | Ligier JS P3       | Nissan VK50VE 5,0 l V8 Atmo | LMP3   | SIL 7    | MON 7 | RBR Abd. | LEC Nc.  | SPA 7  | POR 5  | 11e      | 29     |
| 2018  | United Autosports  | Ligier JS P3       | Nissan VK50VE 5.0 L V8 Atmo | LMP3   | LEC 7    | MON 3 | RBR 12   | SIL 1    | SPA 4  | ALG 7  | 3e       | 58.5   |
| 2019  | Nielsen Racing     | Norma M30          | Nissan VK50VE 5,0 l V8 Atmo | LMP3   | LEC 5    | MON 7 | BAR 4    | SIL 5    | SPA 3  | ALG 5  | 5e       | 63     |
| 2020  | Nielsen Racing     | Duqueine M30 - D08 | Nissan VK56 5,6 l V8 Atmo   | LMP3   | LEC Abd. | SPA 2 | LEC Abd. | MON 8    | POR 11 |        | 17e      | 22,5   |

### Résultats enAsian Le Mans Series
| Année     | Ecurie                         | Châssis      | Moteur                      | Classe | 1     | 2     | 3     | 4     | Position | Points |
| --------- | ------------------------------ | ------------ | --------------------------- | ------ | ----- | ----- | ----- | ----- | -------- | ------ |
| 2018-2019 | Ecurie Ecosse / Nielsen Racing | Ligier JS P3 | Nissan VK50VE 5.0 L V8 Atmo | LMP3   | SHA 3 | FUJ 3 | THA 3 | SEP 4 | 3e       | 54     |
| 2019-2020 | Nielsen Racing                 | Norma M30    | Nissan VK50VE 5,0 l V8 Atmo | LMP3   | SHA 2 | BEN 1 | SEP 4 | CHA 2 | 1re      | 75     |